# Maria Eulàlia Gendrau Gallifa
Maria Eulàlia Gendrau Gallifa, també "Lali" Gendrau o Eulàlia Gendrau (Berga, 1 de gener de 1968), és una esquiadora catalana.
Ha estat tres vegades campiona d'Espanya d'esquí alpí (2000, 2001, 2002). Va ser segona a la Travessa d'esquí de muntanya de la Vall Fosca (1998, 1999) i primera a la Travessa dels Pirineus (1999). Membre de la selecció espanyola d'esquí de muntanya, va guanyar una medalla de bronze en el Campionat d'Europa (2001) i va participar en dues proves de la Copa d'Europa per equips, en què va obtenir una tercera i una quarta posició (2001). Va participar també en el Raid Gauloises Transhimàlaia 2000, amb l'equip Buff-The North Face.

## Resultats
- 1999:
  - 1a, Travessa dels Pirineus
- 2000:
  - 2a, Cursa Primavera (amb Cristina Santuré Boixadé)
- 2001:
  - 3a, cursa per equips de Copa europea a Gavarnie (amb Isabel Rogé Tartarini)[4]
  - 9a, Campionat europea d'esquí de muntanya (amb Cristina Bes Ginesta)
- 2002:
  - 1a, Campionat espanyol[5]
  - 3a, Copa europea